# Stalham
Stalham – miasto w Anglii, w hrabstwie Norfolk, w dystrykcie North Norfolk. Leży 22 km na północny wschód od Norwich i 180 km na północny wschód od Londynu. Miasto liczy 2951 mieszkańców.
Położone jest w sąsiedztwie obszaru chronionej przyrody The Broads.